# Mao Izumi
Mao Izumi –en japonés, 泉真生, Izumi Mao– (1 de noviembre de 1996) es una deportista japonesa que compite en judo. Ganó una medalla de oro en el Campeonato Asiático de Judo de 2019, en la categoría de –78 kg.

## Palmarés internacional
| Campeonato Asiático | Campeonato Asiático | Campeonato Asiático | Campeonato Asiático |
| Año                 | Lugar               | Medalla             | Categoría           |
| ------------------- | ------------------- | ------------------- | ------------------- |
| 2019                | Fujairah (EAU)      | Medalla de oro      | –78 kg              |